# A napfény nem eladó
Az A napfény nem eladó (eredeti címe: A Raisin in the Sun) 1961-ben bemutatott amerikai filmdráma, amelyet Daniel Petrie rendezett. A forgatókönyvet saját regénye alapján Lorraine Hansberry készítette. A főbb szerepekben Sidney Poitier, Ruby Dee és Claudia McNeil. 1961. március 29-én mutatták be az Egyesült Államokban. A produkció bekerült az 1961-es cannes-i filmfesztivál versenyprogramjába, ahol Arany Pálmára jelölték. Magyarországon 1977. június 12-én vetítették le a televízióban.
A filmet két Golden Globe- és két BAFTA-díjra is jelölték Poitier és McNeil alakításáért.

## Cselekmény
A Younger család tagjai egy 10 000 dolláros életbiztosítási csekket várnak. Lena Younger, a családanya házat szeretne vásárolni, fia, Walter Lee, inkább egy italboltba fektetné a pénzt, mert úgy véli, a bevétel véget vetne a család anyagi gondjainak. Beneatha, Lena lánya pedig az orvosi egyetem tandíját szeretné kifizetni a pénzből.
Lena 3500 dollár előleget tesz le egy Clybourne Park-i házra, majd a fennmaradó összeget Walternak adja, akinek 3000 dollárt Beneatha egyetemére és 3500 dollárt pedig a saját befektetésére tesz félre. Közben Walter felesége, Ruth felfedezi, hogy terhes, és attól tartva, hogy egy újabb gyermek csak tovább növeli az anyagi nyomást, fontolóra veszi az abortuszt, de Lena lebeszéli róla. Beneatha ezalatt elutasítja kérőjét, George-ot, mert úgy véli, hogy a férfi vak a faji megkülönböztetés nagy problémájára. Nigériai osztálytársa, Joseph Asagai megkéri a lány kezét, és az iskola befejezése után magával akarja vinni Afrikába, de Beneatha nem tudja, mit tegyen.
Amikor leendő szomszédaik a Clybourne Parkban megtudják, hogy Youngerék fognak beköltözni, megbízzák Mark Lindnert, hogy pénzt ajánljon nekik cserébe azért, hogy távol maradjanak, de ők visszautasítják. Eközben Walter elveszíti a biztosítási pénzt, amikor üzleti partnerért elnyeli a föld. Kétségbeesésében Walter felajánlja Lindnernek, hogy elfogadja az ajánlatát, még akkor is, amikor a családja könyörög neki, hogy ne adja el a méltóságukat. Amikor Lindner megérkezik, Walter az utolsó pillanatban meggondolja magát, és visszautasítja Lindner ajánlatát. Youngerék végül kiköltöznek a lakásukból, ezzel teljesül az álmuk. A jövő bizonytalannak és kissé veszélyesnek tűnik, de hisznek abban, hogy optimizmussal, elszántsággal és azzal, hogy családként együtt maradnak, sikerrel járhatnak.

## Szereplők
| Szerep             | Színész           | Magyar hang     |
| ------------------ | ----------------- | --------------- |
| Walter Lee Younger | Sidney Poitier    | Sztankay István |
| Lena Younger       | Claudia McNeil    | Gobbi Hilda     |
| Ruth Younger       | Ruby Dee          | Tímár Éva       |
| Beneatha Younger   | Diana Sands       | Bencze Ilona    |
| Travis Younger     | Stephen Perry     |                 |
| Asagai             | Ivan Dixon        |                 |
| Mark Lindner       | John Fiedler      |                 |
| George Murchison   | Louis Gossett Jr. |                 |
| Bobo               | Joel Fluellen     |                 |
| Willie Harris      | Roy Glenn         |                 |
| Herman             | Louis Terrel      |                 |

## Fogadtatás
A Rotten Tomatoeson 90%-os minősítést ért el 52 értékelés alapján, a konszenzus szerint: „Sidney Poitier kiváló alakításával A napfény nem eladó mesterien ötvözi a társadalmi kommentárt a tiszta szórakozással.” Bosley Crowther a New York Timestól azt írta: „Csodálatos, meleg megértése egy nép humorának, erejének és méltóságának a szomorú és buta terhek sokasága alatt. Szeretetet kell keltenie, nem pedig gyűlöletet.” John L. Scott a Los Angeles Timestól azt írta: „Hasonlóan megható, meleg humorral megspékelt filmmelodráma.” A Variety szerint: „Poitier lenyűgöző, tekintélyt parancsoló alakítást nyújt.”
A Metacritic 87 pontot adott a 100-ból öt vélemény alapján. Michael Wilmington a Chicago Tribune-től azt írta: „Lorraine Hansberry nagyszerű, megindító afroamerikai családi drámájának nagyon szép és erősen játszott, bár kissé színpadias adaptációja.” Don Druker a Chicago Readertől azt írta: „Van benne elég szomorú betekintés és (az akkori időkben) feltűnően pontos gyártási részlet ahhoz, hogy az érdeklődés szintjét fenntartsa.” Marjorie Baumgarten az Austin Chronicle-től azt írta: „A kiváló színészek élénken érzékeltetik ennek a klasszikus drámának a forgatagát, amely a háború utáni Chicagóban a faji hovatartozás okozta megszorításokról szól.”

## Fontosabb díjak és jelölések
| Esemény                        | Díj              | Kategória                                             | Eredmény |
| ------------------------------ | ---------------- | ----------------------------------------------------- | -------- |
| 15. BAFTA-gála                 | BAFTA-díj        | Legjobb külföldi színész – Sidney Poitier             | Jelölve  |
| 15. BAFTA-gála                 | BAFTA-díj        | Legjobb külföldi színésznő – Claudia McNeil           | Jelölve  |
| 1961-es cannes-i filmfesztivál | Arany Pálma      | Arany Pálma                                           | Jelölve  |
| 1961-es cannes-i filmfesztivál | Gary Cooper-díj  | Gary Cooper-díj                                       | Elnyerte |
| 19. Golden Globe-gála          | Golden Globe-díj | Legjobb férfi főszereplő (filmdráma) – Sidney Poitier | Jelölve  |
| 19. Golden Globe-gála          | Golden Globe-díj | Legjobb női főszereplő (filmdráma) – Claudia McNeil   | Jelölve  |